# ديفيد ألكيد
ديفيد ألكيد (بالإسبانية: David Alcaide)‏ هو لاعب بلياردو أمريكي ‏ إسباني، ولد في 14 ديسمبر 1978.

## وصلات خارجية
- ديفيد ألكيد على موقع AZBilliards.com (الإنجليزية)